# Uraka Sánchez
Infanta Pamplone, gospa Uraka Sánchez Pamplonska (šp. Urraca Sánchez de Pamplona; Urraca = "svraka"; ? ― 956.) bila je kraljica kraljevine Leona.
Bila je kći kralja Pamplone Sanča I. te tako unuka Garcíje Jiméneza, a majka joj je bila kraljica Toda Aznárez, sestra kraljice Sanče Aznárez.
Bila je i unuka infante Oneke Fortúnez te potomak kraljice Aurije.
932. Uraka se udala za kralja Leona, Ramira II. Bila mu je druga supruga.
Njena sestra Oneka također je bila kraljica Leona.
Djeca Urake i Ramira od Leona:
- Sančo I. Debeli, kralj Leona
- Elvira Ramírez, časna sestra

Bila je baka infante Urake i kralja Ramira III.
Pokopana je u kapeli Gospe, Isusove majke (šp. Nuestra Señora del Rey Casto) u katedrali u Oviedu.
Na njezinom sarkofagu se nalazi natpis na lat.:
HIC REQUIESCIT FAMVLA DEI URRACA REGINA ET CONFA. UXOR DOMINI RAMIRI PRINCIPIS ET OBIIT DIE II FERIA HORA XI. VIII KALEN. JULIAS IN ERA DCCCCLV IIII